# Ludwig Beck (General)

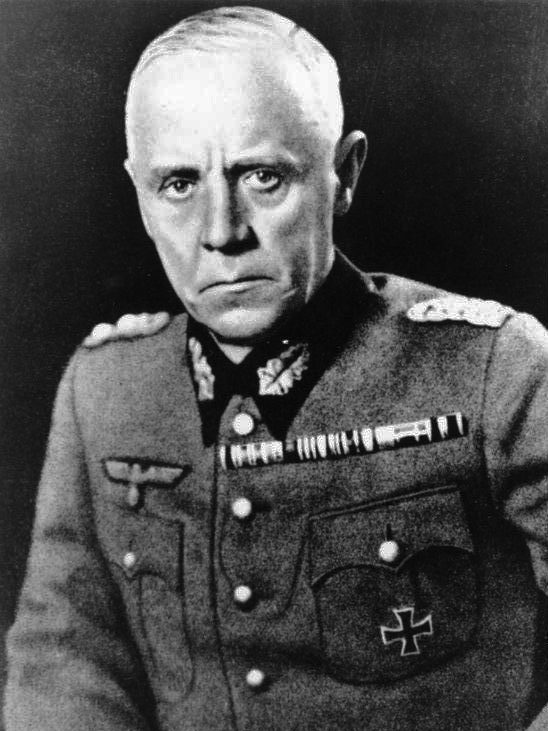
Ludwig Beck (1936)

Ludwig August Theodor Beck (* 29. Juni 1880 in Biebrich; † 21. Juli 1944 in Berlin-Tiergarten) war ein deutscher Heeresoffizier (seit 1938 Generaloberst), der sich am versuchten Staatsstreich vom 20. Juli 1944 gegen Adolf Hitler beteiligte.

## Leben

### Familie
Beck entstammte einer alten hessischen Offiziersfamilie. Er war der Sohn des Industriellen Ludwig Beck und dessen Frau Bertha, geborene Draudt (1845–1909). Ab 1898 wohnte die Familie in der Villa Beck in Biebrich (seit 1926 Stadtteil von Wiesbaden).

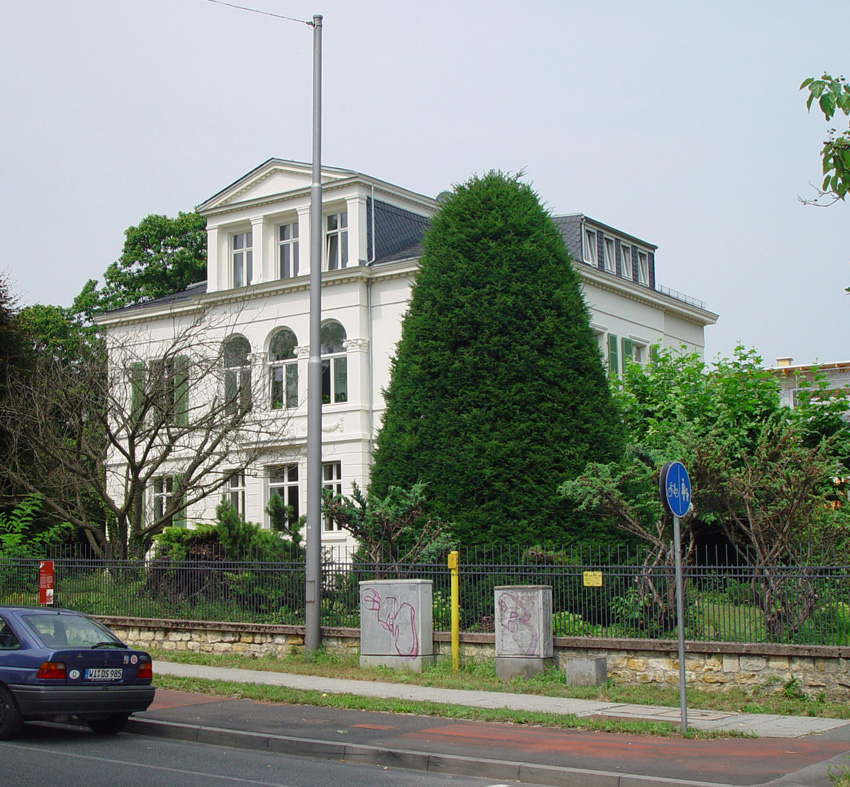
Villa Beck in Wiesbaden-Biebrich, 2006

Am 12. Mai 1916 heiratete er Amelie, geborene Pagenstecher, die anderthalb Jahre später am 16. November 1917 nach der Geburt der Tochter Gertrud (* 30. Januar 1917) starb.

### Kaiserreich und Erster Weltkrieg
Nach seinem Abitur an der Diltheyschule in Wiesbaden 1898 trat Beck am 12. März 1898 als Avantageur in das 1. Ober-Elsässische Feldartillerie-Regiment Nr. 15 der Preußischen Armee in Straßburg ein. In den Jahren 1898/99 absolvierte er die Kriegsschule Neiße und wurde am 18. August 1899 zum Sekondeleutnant befördert. 1902/03 war er zur weiteren Ausbildung an die Vereinigte Artillerie- und Ingenieurschule sowie von 1908 bis 1911 an die Kriegsakademie kommandiert. Zwischen diesen Kommandierungen sowie bis 1912 war er jeweils wieder in seinem Regiment in Straßburg und Saarburg in Lothringen tätig, ab März 1912 war er an den Großen Generalstab in Berlin kommandiert, zu dem er mit Wirkung zum 1. Oktober 1913 bei gleichzeitiger Beförderung zum Hauptmann auch versetzt wurde.
Mit Beginn des Ersten Weltkrieges wurde er zunächst Zweiter Generalstabsoffizier beim VI. Reserve-Korps, 1916 Erster Generalstabsoffizier bei der 117. Infanterie-Division, später bei der 13. Reserve-Division. Er wurde in verschiedenen Positionen an der Westfront verwendet. Zum Ende des Jahres 1916 wechselte er in den Generalstab beim Oberkommando der Heeresgruppe Deutscher Kronprinz. Am 18. April 1918 wurde er zum Major befördert.

### Weimarer Republik
Nach Kriegsende war er in der Abwicklungsstelle des Großen Generalstabes tätig und wurde 1919 in die Vorläufige Reichswehr übernommen. Zwischen 1919 und 1922 hatte er Truppenkommandos inne und war auch im Auftrag des Generals Hans von Seeckt tätig. Zum 1. Oktober 1922 wurde er Abteilungskommandeur im 6. (Preußischen) Artillerie-Regiment in Münster. Ein Jahr später übernahm er für zwei Jahre die Leitung der Führergehilfenausbildung, der ehemaligen Kriegsakademie, beim Wehrkreiskommando VI, ebenfalls in Münster. Danach war er vier Jahre im Stab der 4. Division in Dresden tätig, zunächst als Erster Generalstabsoffizier und ab 1. Februar 1927 als Chef des Stabes. Nach seiner Beförderung zum Oberst am 1. November 1927 war er ab dem 1. Oktober 1929 für zwei Jahre Kommandeur des 5. Artillerie-Regiments in Fulda.
1930 war Beck Zeuge im Ulmer Reichswehrprozess vor dem Reichsgericht gegen die Offiziere Ludin, Scheringer und Wendt aus dem 5. Artillerie-Regiment wegen Bildung einer NS-Zelle in der Reichswehr. Als deren Regimentskommandeur setzte er sich für die angeklagten Offiziere mit u. a. folgender Formulierung ein: „Es wird täglich der Reichswehr gesagt, sie sei eine Führerarmee; was soll sich ein junger Offizier anders darunter vorstellen?“
Am 1. Februar 1931 zum Generalmajor befördert wurde Beck ein Jahr später Artillerieführer IV in Dresden. Zum 1. Oktober 1932 übernahm er für ein Jahr das Kommando der 1. Kavallerie-Division in Frankfurt an der Oder. Seine Beförderung zum Generalleutnant erfolgte noch am 1. Dezember des Jahres 1932. In die Jahre von 1931 bis 1933 fiel seine Überarbeitung der Vorschrift über Die Truppenführung.

### Zeit des Nationalsozialismus

#### Generalstabschef des Heeres
Im Oktober 1933 wurde Beck Chef des Truppenamtes im Reichswehrministerium, 1935 Generalstabschef des Heeres. Nach kurzer Zeit erhielt er am 1. Oktober 1935 den Dienstgrad eines Generals der Artillerie. Als Generalstabschef war er neben anderen Militärs für die Aufrüstung des Heeres zuständig.
Nachdem Adolf Hitler am 5. November 1937 vor dem Reichsaußenminister (Konstantin Freiherr von Neurath), dem Reichskriegsminister (Werner von Blomberg) sowie den Oberbefehlshabern des Heeres (Werner von Fritsch), der Kriegsmarine (Erich Raeder) und der Luftwaffe (Hermann Göring) seine Kriegsziele offen dargelegt hatte, kritisierte Beck die Absicht des „Führers“, die Tschechoslowakei so schnell wie möglich anzugreifen. Er fand Hitlers Darlegungen „niederschmetternd“, als Hoßbach ihm eine Kopie seiner Niederschrift zeigte. Beck lehnte zwar nicht grundsätzlich eine Expansion in Richtung Österreich und Tschechoslowakei ab, aber ihn entsetzte die Verantwortungslosigkeit, mit der Hitler bereit war, Deutschland in einen Krieg mit den Westmächten hineinzuführen. In einer späteren, schriftlichen und zehn Punkte umfassenden Kritik stellte er es als wünschenswert dar, das Militär an den Entscheidungen über Krieg und Frieden zu beteiligen.
1938 versuchte Beck, ein gemeinsames Vorgehen der Generalität gegen die Kriegsplanungen Hitlers zu organisieren, und schlug dem General Walther von Brauchitsch den geschlossenen Rücktritt der Generalität vor, falls Hitler weiterhin zum Krieg dränge. Das anschließende Generalstreffen am 4. August 1938 (bei dem sich laut Sauerbruchs Biografie die 12 wichtigsten Generäle in Brauchitschs Privatwohnung trafen) zeigte, dass alle Kommandierenden Generale einen sich ausweitenden Krieg zu diesem Zeitpunkt als Katastrophe ansahen. Bei der Frage, ob ein Angriff auf die Tschechoslowakei („Fall Grün“) unvermeidlich auch zum Konflikt mit den Westmächten führe, widersprachen nur die Generale Busch und von Reichenau. Als Reichenau kurz darauf Hitler von dem Treffen berichtete, verlangte dieser die Abberufung des Generalstabschefs. Schon in der Blomberg-Fritsch-Krise hatte er einem Minister anvertraut, der einzige Offizier, den er fürchte, sei Beck: „Der Mann wäre imstande, etwas zu unternehmen.“ Am 18. August 1938 bat Beck um Enthebung von seiner Stellung und übergab am 27. August die Dienstgeschäfte an Franz Halder, verzichtete allerdings auf Bitten Hitlers auf die öffentliche Bekanntgabe seiner Demission, was ihr die politische Symbolkraft nahm. Mit Wirkung vom 1. November 1938 schied Beck aus dem aktiven Dienst aus, da auch die Septemberverschwörung von 1938 nicht durchgeführt wurde. Er erhielt den Charakter eines Generalobersten.

#### Widerstand und Tod

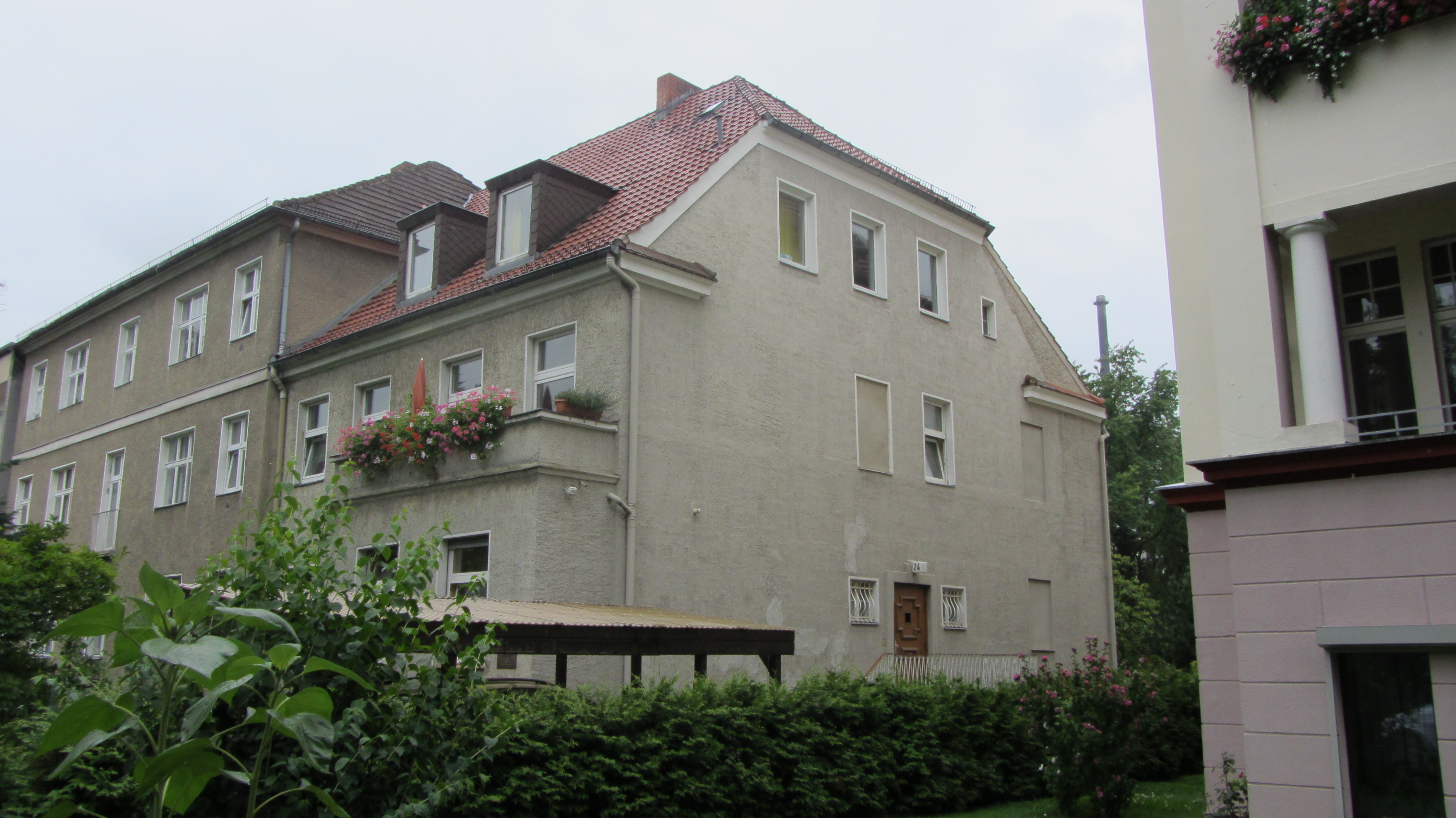
Becks Wohnung in Berlin-Lichterfelde, Goethestraße 24

In den folgenden Jahren beteiligte sich Beck am Widerstand gegen den Nationalsozialismus. Er lebte während der Kriegsjahre zurückgezogen in seiner Berliner Wohnung. Die Generale und Marschälle gingen ihm zwar aus dem Weg, aber mehr und mehr wurde seine Wohnung zur Zentrale der kleinen Zirkel des nationalkonservativen Widerstandes. Sie wurde ständig von der Gestapo observiert. Neben Carl Friedrich Goerdeler wurde er zu einer zentralen Figur des Widerstandes. Am 8. Januar 1943 trafen erstmals Vertreter des militärischen und zivilen Widerstandes, unter anderem des Kreisauer Kreises, unter der Leitung Becks in der Berliner Wohnung Yorcks zusammen, um ihre internen Unterschiede in der Beurteilung des Regimes, von dessen Beseitigung und der künftigen Rolle Deutschlands in Europa einander anzugleichen. Bei diesem Geheimtreffen wurde Goerdeler als Kanzler einer Übergangsregierung akzeptiert. Beck war in späteren Vereinbarungen der Widerständler als neues Staatsoberhaupt (Reichsverweser) vorgesehen.
Beck war auch Mitglied der Mittwochsgesellschaft, in der sich Intellektuelle trafen, die dem Nationalsozialismus kritisch gegenüberstanden und sich zum Teil auch am 20. Juli beteiligten. Zu dieser Gesellschaft gehörte auch der Chirurg Ferdinand Sauerbruch, den Beck auch außerhalb der Gesellschaftstreffen gelegentlich in dessen Haus aufsuchte, und der den 1942 an Krebs erkrankten Beck Anfang 1943 in der Charité operiert hatte. Am 18. Juli 1944 fuhr Sauerbruch ihn außerdem zu dem Mitverschwörer General Friedrich Olbricht, ohne in das für zwei Tage später geplante Attentat auf Hitler eingeweiht gewesen zu sein.
Nach dem missglückten Attentat auf Hitler am 20. Juli 1944 wurde die Widerstandsgruppe um Beck im Bendlerblock in Berlin kurz vor Mitternacht gefangen genommen. Ihm selbst wurde nach eigener Bitte durch Generaloberst Friedrich Fromm die Gelegenheit zur Selbsttötung mit einer Pistole gegeben. Nachdem diese zweimal fehlgeschlagen war, erteilte Fromm einem Feldwebel den Befehl, den Sterbenden zu erschießen. So entging Beck einer demütigenden Verhandlung vor dem Volksgerichtshof wegen Hochverrats, wie sie unter anderem Generalfeldmarschall Erwin von Witzleben und Generaloberst Erich Hoepner erdulden mussten.
Becks Leiche wurde, zusammen mit weiteren Opfern des 20. Juli, auf dem Alten St.-Matthäus-Kirchhof in Berlin-Schöneberg begraben. Wenig später wurden die Toten von der SS exhumiert, im Krematorium Wedding verbrannt und die Asche auf den Berliner Rieselfeldern verstreut.

## Auszeichnungen
- Eisernes Kreuz (1914) II. und I. Klasse[16]
- Ritterkreuz des Königlichen Hausordens von Hohenzollern mit Schwertern[16]
- Kronen-Orden IV. Klasse[16]
- Preußisches Dienstauszeichnungskreuz[16]
- Ritterkreuz I. Klasse des Albrechts-Orden mit Schwertern[16]
- Ritterkreuz I. Klasse des Friedrichs-Orden mit Schwertern[16]
- Hanseatenkreuz Hamburg[16]
- Friedrich-August-Kreuz II. und I. Klasse[16]
- Hanseatenkreuz Bremen[16]
- Lippisches Kreuz für Treue Dienste[16]
- Eiserner Halbmond[16]
- Wehrmacht-Dienstauszeichnung IV. bis I. Klasse

## Gedenken
Gedenktafeln befinden sich in der Gedenkstätte Deutscher Widerstand im Bendlerblock in Berlin (seit 1960), an der Villa Beck in Wiesbaden-Biebrich (seit 1964) und an Becks einstigem Wohnhaus Goethestraße 24 in Berlin-Lichterfelde.
Seit 1964 trägt eine Schule im Wiesbadener Stadtteil Gräselberg seinen Namen.
Die Generaloberst-Beck-Kaserne der Bundeswehr wurde 1956 nach ihm benannt.
Die Deutsche Bundespost widmete ihm 1964 eine von E. und Gerd Aretz gestaltete Briefmarke aus einem Block zum 20. Jahrestag des 20. Juli 1944.

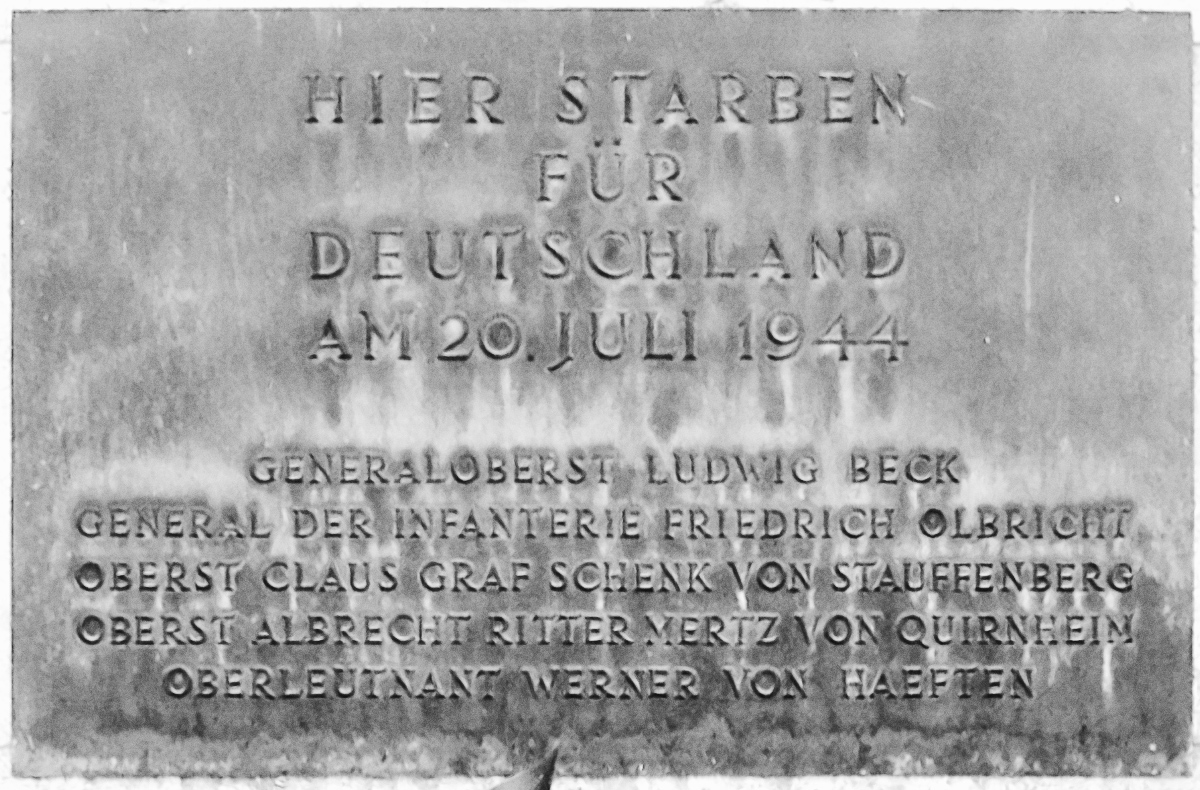
Erinnerungstafel am Bendlerblock, 2007
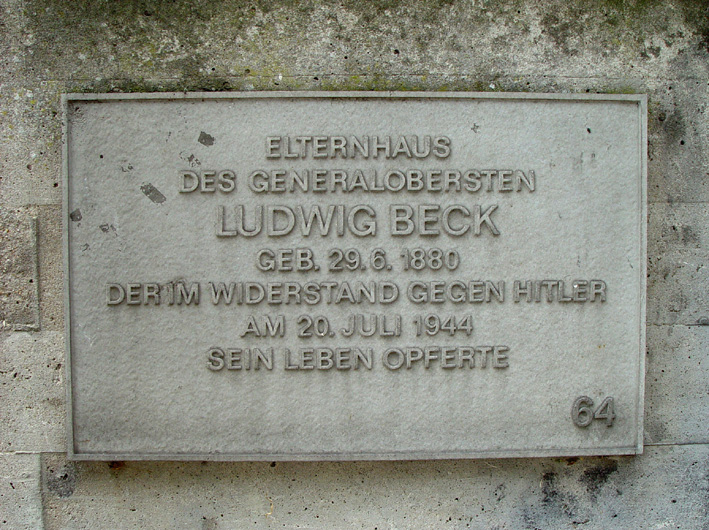
Gedenktafel an der Villa Beck, 2006
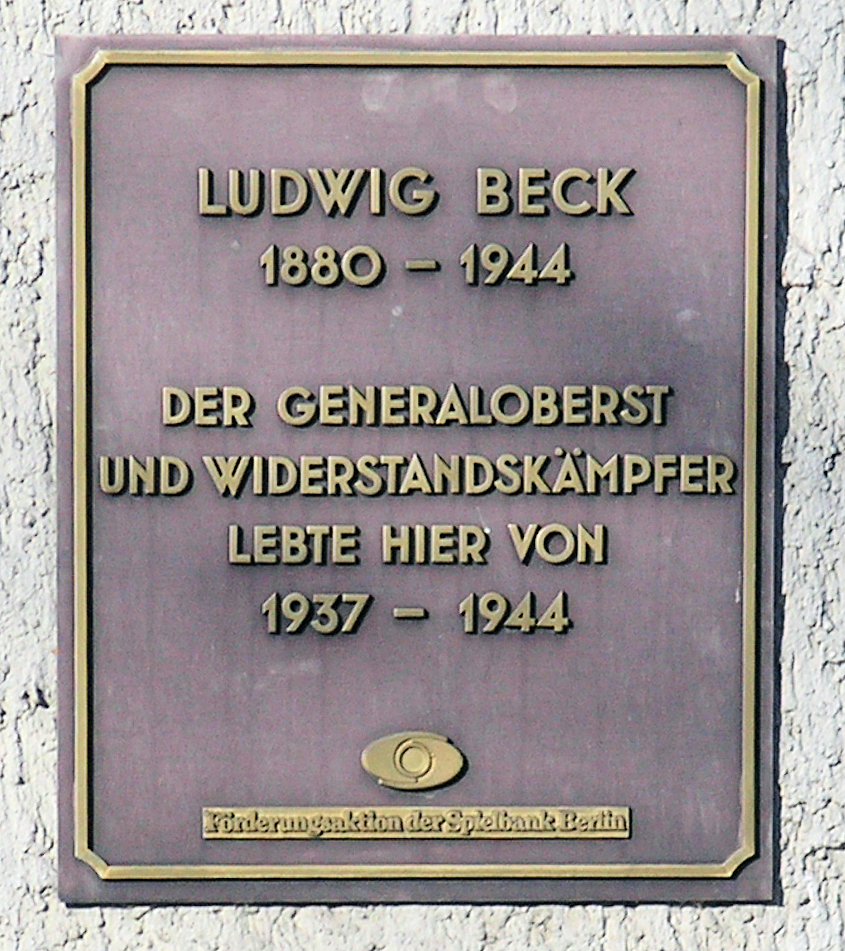
Gedenktafel in Berlin-Lichterfelde, 2009
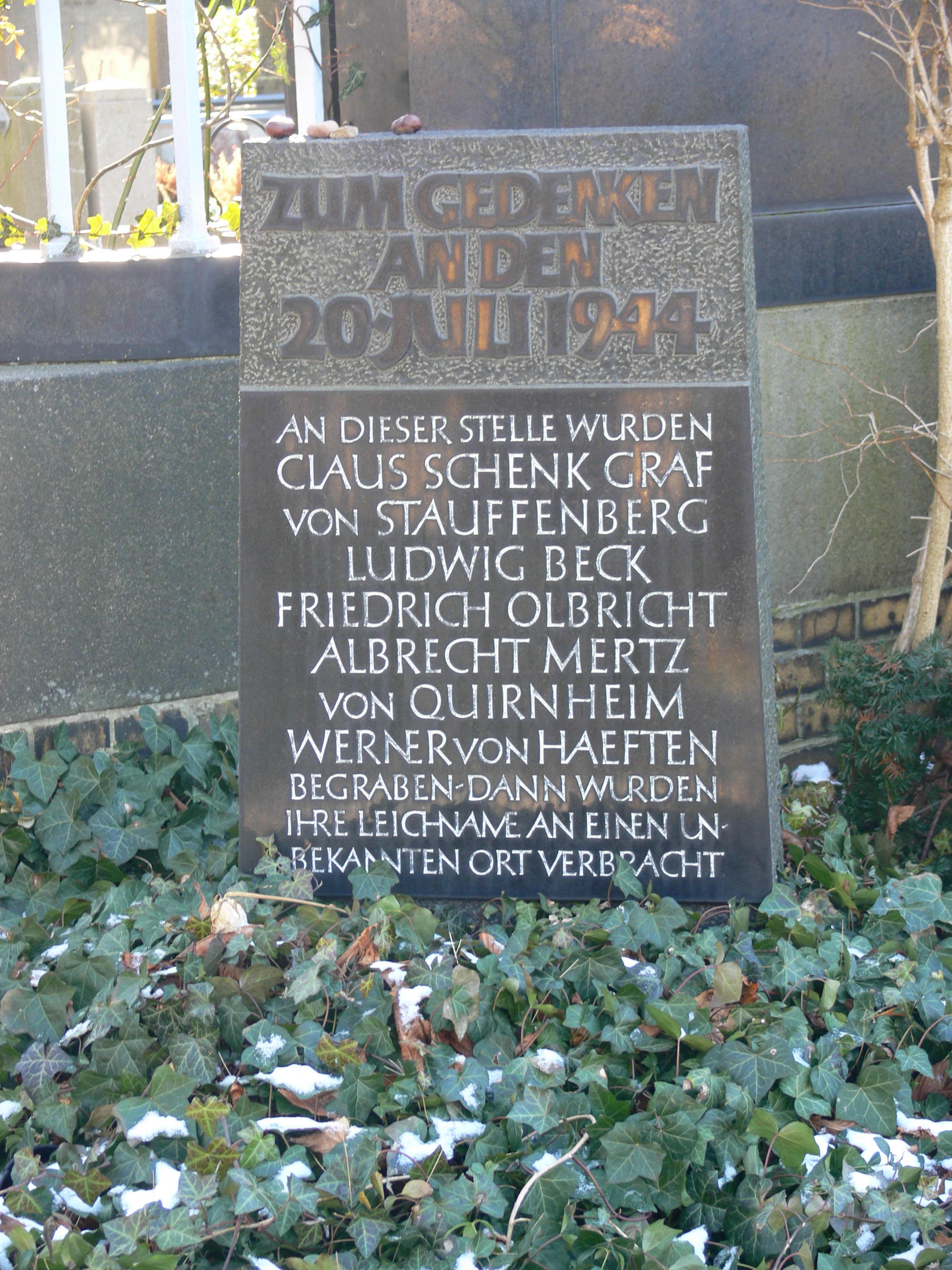
Gedenkstein in Berlin-Schöneberg an der kurzzeitigen Grabstätte Becks und weiterer Opfer des 20. Juli

Mit dem Ludwig-Beck-Preis für Zivilcourage ehrt die Landeshauptstadt Wiesbaden Menschen, Institutionen oder Vereinigungen aus aller Welt, die sich mit besonderer Zivilcourage für das Allgemeinwohl, das friedliche Zusammenleben der Menschen, die soziale Gerechtigkeit und die Grundprinzipien der Demokratie und des Rechtsstaates eingesetzt haben.
Erster Preisträger war 2004 Therarajah Balakumar. Weitere Geehrte waren: Marcel Gleffe (2011), Susanne Lewitzke (2008), Serap Çileli (2006), Sonja Fatma Bläser (2006). 2021 ging der Preis an die Frankfurter Rechtsanwältin Seda Başay-Yıldız. Die Verleihung erfolgte am 2. Juli 2021. Die Laudatio hielt die Journalistin Dunja Hayali.
Diverse Straßen, u. a. in Berlin, Bremen, Düsseldorf, Göttingen, Leipzig, Mainz, Neuss und Ulm wurden nach ihm benannt.

## Film
Ludwig Beck wurde in verschiedenen Filmen unter anderem von folgenden Schauspielern dargestellt:
- Karl Ludwig Diehl in Es geschah am 20. Juli (1955)
- Werner Hinz in Der 20. Juli (1955)
- Werner Wieland in Befreiung (Teil 3) (1969)
- Rolf Müller in Operation Walküre (1971)
- Ian Richardson in Stauffenberg – Verschwörung gegen Hitler (1990)
- Jürgen Schornagel in Die Stunde der Offiziere (2004)
- Remo Girone in Stauffenberg (2004)
- Terence Stamp in Operation Walküre – Das Stauffenberg-Attentat (2009)

## Schriften
- Ludwig Beck; Hans Speidel (Hrsg.): Studien, Koehler, Stuttgart 1955 DNB 450291944.
- Ludwig Beck, Carl Friedrich Goerdeler; Wilhelm Ritter von Schramm (Hrsg.): Beck und Goerdeler. Gemeinschaftsdokumente für den Frieden, 1941–1944. Müller, München 1965, DNB 454464037.